# Viridrillia
Viridrillia là một chi ốc biển, là động vật thân mềm chân bụng sống ở biển trong họ Turridae.

## Các loài
Các loài thuộc chi Viridrillia bao gồm:
- Viridrillia aureofasciata García, 2008[2]
- Viridrillia cervina Bartsch, 1943[3]
- Viridrillia hendersoni Bartsch, 1943[4]
- Viridrillia williami Bartsch, 1943[5]